# أزور (قمر اصطناعي)
أزور (بالألمانية: Azur) (سُمي أيضًا GRS وGRS-1 القمر الاصطناعي الألماني للأبحاث) كان أول قمر اصطناعي يطوَّر في ألمانيا. كان هذا المشروع مدخل جمهورية ألمانيا الاتحادية إلى أبحاث الفضاء وبلغت تكلفته حوالي 80 مليون مارك ألماني.
دخلت وزارة العلوم والبحوث الاتحادية في تعاون مع وكالة الفضاء الأمريكية ناسا من أجل تطويره. قُدمت مقترحات للتجارب التي يجريها القمر الاصطناعي، لكن تعذر حملها جميعًا على المركبة نظرًا لأن حمولتها كانت 71 كجم فقط.

### مسار المهمة
انطلق أزور في 8 نوفمبر 1969 في الساعة 1:52 بالتوقيت العالمي المنسق باستخدام مركبة الإطلاق سكاوت-بي ذات الأربع مراحل من قاعدة فاندنبرج الجوية في الولايات المتحدة. وكان ارتفاع المدار بين 383 كم و3145 كم؛ بميل بمقدار 103 درجة إلى خط الاستواء. تولى المركز الألماني للتحكم بالرحلات الفضائية مهمة السيطرة على القمر الاصطناعي في 15 في نوفمبر 1969، والذي ينتمي إلى معهد أبحاث واختبارات الفضاء الألماني (الآن ينتمي إلى مركز الفضاء الألماني).
توقف القمر الاصطناعي عن العمل بعد سبعة أشهر، بالتحديد في 29 يونيو 1970، مع أن عمره الافتراضي المحدد كان عامًا واحدًا. في نهاية شهر مارس 2022، كان حضيض المدار عند 351 كم والأوج عند 1201 كم.
لم يفتح القمر الاصطناعي أفاقًا تقنية جديدة فحسب، بل أسهم في نشاط مقاولين ألمان جدد (شركة أبحاث الفضاء إم بي إتش في بون، باد جودسبرج) وشركة إم بي بي الذين قدما خدمات هندسة النظم والإدارة المستقاة من برنامج الفضاء الأمريكي.

## أعمال
- Niklas Reinke: Geschichte der deutschen Raumfahrtpolitik. Konzepte, Einflussfaktoren und Interdependenzen: 1923–2002. München 2004, ISBN 3-486-56842-6.